# シールズ・スタジアム
シールズ・スタジアム（Seals Stadium）は、アメリカのカリフォルニア州サンフランシスコにかつて存在した野球場。サンフランシスコに本拠を置くマイナーリーグ所属チームの本拠地として1931年に開場。1958年からの2年間は、MLBサンフランシスコ・ジャイアンツ（同年にニューヨークから移転）の本拠地球場として使用された。
1959年シーズン終了後の11月に取り壊された。椅子や照明灯は、ワシントン州タコマにあるチェニー・スタジアムに移設された。
シールズ・スタジアム跡地には現在、小売チェーンのセイフウェイ社の店舗があるが、そこには「夜になるとサンフランシスコ・シールズの選手の亡霊が出る」という噂がある。
| 前本拠地： ポロ・グラウンズ 1911 - 1957 | サンフランシスコ・ジャイアンツの本拠地 1958 - 1959 | 次本拠地： キャンドルスティック・パーク 1960 - 1999 |